# Zhou Yu
Zhou Yu (175 – 210) è stato un generale cinese ed è uno dei più famosi strateghi della corte di Sun Ce e del suo successore Sun Quan durante il Periodo dei Tre Regni, alla fine della Dinastia Han, in Cina.

## I primi servigi sotto Yuan Shu
La famiglia Zhou era già considerata da generazioni molto potente ed influente nella regione del Jiang Dong. Un discendente più prossimo era stato nominato Comandante degli Han e successivamente altri maschi della famiglia avevano ricoperto cariche importanti nella burocrazia statale. Secondo la Biografia di Sun Ce, egli conobbe Zhou Yu in Shouchun nella contea Shu ove divennero grandi amici poiché la famiglia Zhou aveva dato asilo ed ospitalità alla vedova Wu e ai tre figli del defunto Sun Jian.
Durante l'assalto dell'esercito di Liu Yao contro Wu Jing, lo zio di Sun Ce, Zhou Shang, vassallo di Yuan Shu, venne nominato Grande Amministratore di Danyang e fu seguito da Zhou Yu. Dopo un anno di battaglie senza alcun risultato, Zhou Yu e Sun Ce entrano nel conflitto con un proprio esercito e conseguono alla conquista di un deposito di rifornimenti presso Niuzhu, quindi prendono Moling e Qua, costringendo le forze di Liu Yao a ripiegare oltre il fiume Yangzi. Sun Ce prende residenza in Qua e vi fa trasferire la famiglia dopo aver debellato con l'amico una ribellione. Zhou Yu viene mandato a difesa di Danyang.
Nel 196 Yuan Shu mentre stava combattendo per la conquista della provincia di Xu, a nord dello Yangzi, rimandò Zhou Shang nello Shouchun ed offrì un incarico militare a Zhou Yu che molto si era distinto negli anni precedenti. Tuttavia egli non fidandosi chiese un incarico amministrativo ed ottenne la contea di Juchao nella provincia di Lujiang.
I sospetti di Zhou Yu si rivelarono fondati poiché nell'estate del 197, Yuan Shu si autoproclamò Imperatore della Dinastia Zhong ed egli abbandonò Juchao per unirsi a Sun Ce e all'amico Lu Su, ricevendo il grado militare di Comandante dell'Esercito Imperiale, oltre alla difesa di Niuzhu e al titolo di Grande Amministratore di Chungu.

## Alla corte di Sun Ce
La morte di Yuan Shu, avvenuta nel 199, aprì nuove opportunità a Sun Ce, che assieme a Zhou Yu, diresse personalmente un esercito a conquistare Huan, capitale dello Shouchun. Ottenuto anche questo successo, si diressero a sud per combattere le forze di Huang Zu e una volta sconfitto egli ed il figlio, presero anche Jiangxia. Sun Ce mandò un rapporto all'Imperatore che nominò Zhou Yu Grande Amministratore di Jiangxia, Generale Imperiale e Protettore dell'Esercito del Centro.
Ottenuto tutto questo Sun Ce avanzò le sue mire espansive verso Luling e verso Yuzhang ove risiedeva Hua Xin, successore di Liu Yao. In un mese Luling venne sottomessa da Sun Fu, nipote di Sun Ce. In questo periodo i due amici prendono in moglie due ragazze della famiglia Qiao, Da Qiao va in moglie a Sun Ce, mentre la sorella minore diviene sposa di Zhou Yu.

## Alla corte di Sun Quan
Nel 200 Sun Ce viene assassinato, gli succede come patriarca della famiglia e Grande Amministratore di Kuai Ji, il fratello minore Sun Quan. Zhou Yu lascia Baqui dove era in spedizione e riporta l'esercito nella regione di Wu ove presenzia al funerale del suo più caro amico. Essendo Sun Quan ancora troppo giovane ed inesperiente, la vedova Wu nomina come suo tutore militare Zhou Yu, affiancato da Zhang Zhao per quanto concerne le materie amministrative.
Nonostante qualche dissapore iniziale, raccontato nei dettagli nel Romanzo dei Tre Regni, viene ben accettato dai veterani dell'esercito come Huang Gai e Cheng Pu.
Nell'undicesimo mese della Restaurazione della Tranquillità (206), Sun Quan decide di muovere le proprie truppe verso le province orientali di Jing e nomina Comandante in capo Zhou Yu per l'impresa. Il Comandante affronta le tribù Mo e Bao, quindi raggiunge Xiakou ove uccide i comandanti e fa emigrare a decine di migliaia la popolazione all'interno dei territori della famiglia Sun. Serviranno tuttavia due anni per conquistare completamente la regione ed annetterla ai territori già conquistati.

## La battaglia di Chi Bi

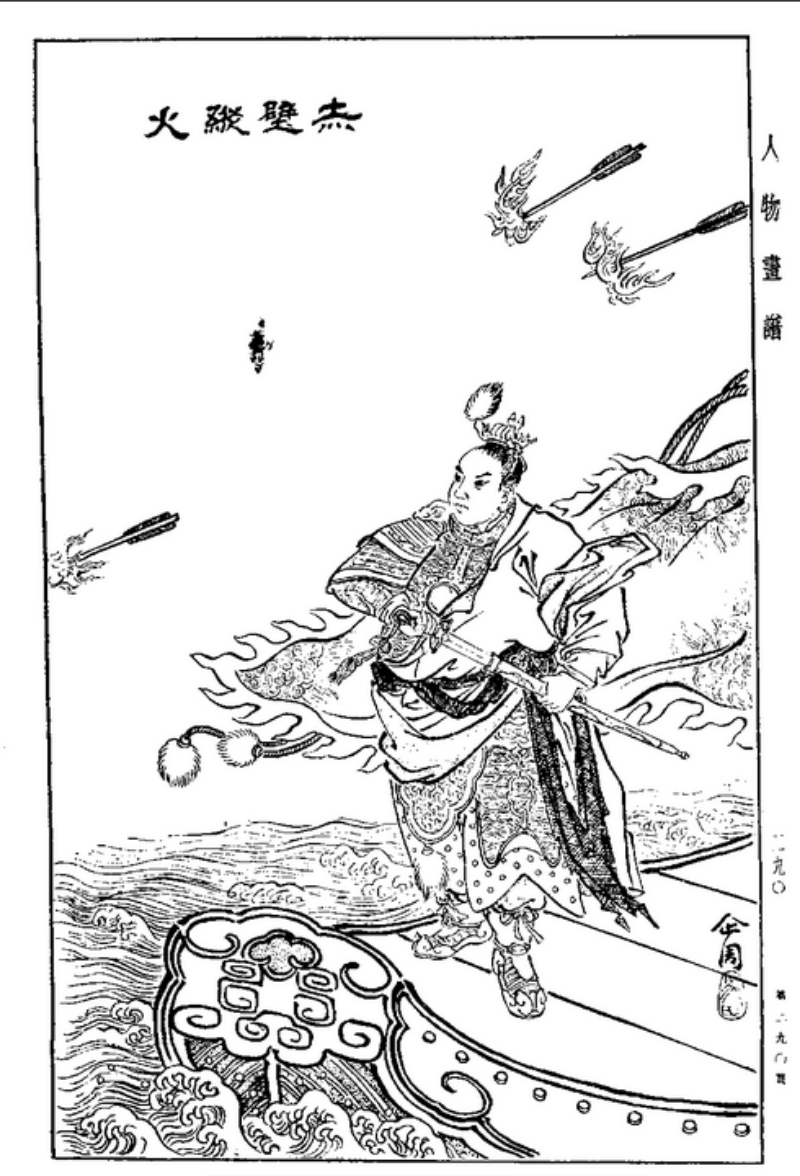
Zhou Yu

Nel mentre al Nord, il Primo Ministro dell'Imperatore, Cáo Cāo aveva cominciato a mostrare interesse per la regione di Jingzhou ove regnava dapprima Liu Biao e dove gli succedette il figlio Liu Zong che consegnò la sua terra al clan dei Cao nonostante la resistenza di Liu Bei, parente del regnante.
Durante una missione diplomatica a Xiangyang, Lu Su incontra Liu Bei e fa ritorno da Sun Quan accompagnato dal consigliere Zhuge Liang. Quest'ultimo cerca di convincere Sun Quan a intervenire in aiuto del suo signore per sconfiggere Cáo Cāo, ma Sun Quan non pare convinto e fa richiamare Zhou Yu dalla spedizione in cui era occupato. Sun Quan era riluttante all'idea di aiutare Liu Bei poiché la sua famiglia aveva sempre tentato di mantenere indipendente il sud, non aveva inoltre un vero motivo per cui arrischiare il proprio esercito ed il proprio stato. Zhou Yu consigliò invece di opporsi a Cao Cao, approfittando della posizione privilegiata, favorita dal fiume Yangzi, adducendo la mancanza d'esperienza in navigazione del suo avversario, la stanchezza delle truppe data dalla lunga marcia e la vicinanza dell'inverno con il suo rigore. Zhou Yu chiese 30000 veterani oltre a Cheng Pu e Lu Su. Sun Quan fu concorde e lo investì del ruolo di Comandante, delegando il ruolo di ufficiale dell'avanguardia a Cheng Pu che richiedeva egual rango. Pare comunque che Zhou Yu abbia partecipato attivamente alla battaglia.
La battaglia navale famosa con il nome di Chi Bi fu combattuta nell'inverno del 208 ed ancora è difficile conoscere il reale esito di quello scontro a causa della propaganda effettuata dalle due fazioni successivamente. La vulgata vuole che il secondo comandante di Zhou Yu, Huang Gai abbia notato un punto debole nella forza navale del nemico che aveva unito mediante anelli le proprie imbarcazioni, quindi con il piano detto del "corpo frustato" abbia finto diserzione per arrendersi a Cao Cao, quindi abbia dato alle fiamme la flotta avversaria, scatenando contemporaneamente l'attacco di Zhou Yu. Cáo Cāo fu sconfitto e ripiegò verso nord, lasciando il cugino Cao Ren alla difesa di Jianglang ove Zhou Yu cominciò un assedio con un numero limitato di forze.
L'assedio durò parecchio tempo, soprattutto perché il grosso delle truppe era dall'altra parte del fiume Yangzi, il generale Gan Ning decise di entrare in aiuto del comandante ma fu intercettato da Cao Ren e cominciò uno scontro disperato. Su consiglio di Lu Meng, Zhou Yu lasciò Ling Tong a proseguire l'assedio e tornò indietro ad aiutare il generale in difficoltà, ove fu ferito seriamente da una freccia ma riuscì a mantenere alto il morale delle truppe e a conseguire una vittoria completa su Cao Ren che abbandonò la città e la regione.

## Ultimi anni e morte
La famiglia Sun riguadagnò rapidamente numerosi territori e Zhou Yu fu nominato Grande Amministratore di Nan, mentre Cheng Pu divenne quello di Jiangxia. Consigliò prudenza nei confronti di Liu Bei e si impegnò nel proporre piani contro d'egli ma non venne ascoltato, quindi invece d'aggredire il nord propose di muovere l'esercito verso ovest ove risiedeva il pacifico Liu Zhang ed in questo trovò il suo signore favorevole.
Fece ritorno a Jiangliang per preparare la campagna ma morì di malattia alla giovane età di trentacinque anni, sul letto di morte propose come suo successore e consigliere di Sun Quan, l'amico Lu Su. Zhou Yu morì la sera del consiglio lasciando una vedova e due figli che ottennero la protezione della famiglia Sun.
La tradizione descrive Zhou Yu come una persona brillante ed un oratore di grandissimo talento, amato ed onorato da molta gente, oltre che abile nella musica e nel ritmo. Era sicuramente uno dei personaggi più carismatici ed affascinanti del suo tempo ed in Cina è tuttora noto come uno dei più grandi strateghi.

## Nella cultura di massa
Appare come personaggio giocabile nella serie di videogiochi Dynasty Warriors (serie).
Appare come servant di classe Archer nel videogioco Fate Samurai Remnant 

## Fonti ed approfondimenti
- Luo Guanzhong tr. Robert Moss - The romance of the Three Kingdoms
- Chen Shou - Records of three kingdoms